# Noelia (álbum)
Noelia es el álbum debut de la cantante puertorriqueña Noelia. Fue lanzado el 17 de febrero de 1999, bajo el sello discografíco Fonovisa, y alcanzó el puesto #7 en el Top Latin Albums de Billboard, con ventas estimadas sobre el millón de copias certificadas. [cita requerida]
El álbum produjo su primer sencillo "Tú", que fue escrito por el productor y direc tor musical Jose Argueta Hdz 《Chacho》
y el  compositor colombiano Estéfano. La canción alcanzó el puesto 5 en los Hot Latin Tracks de Billboard. Actualmente la canción mantiene una gran rotación en radios y ya ha sobrepasado los 100 millones de visitas en la página de videos Youtube. Le siguieron como sencillos el rítmico tema "Candela" y la romántica balada "Toco la luz". En algunos países como México, Argentina, Ecuador, Venezuela, Bolivia y Chile, se lanzaron como sencillos radiales las canciones "Te amo", "Te odio", "Morir de Amor", "Hombres" y "Demasiado Amor".

## Lista de canciones
1. Tú (4:51)
2. Demasiado amor (5:08)
3. Candela (3:54)
4. Te amo (4:40)
5. Yo no lo entiendo (4:21)
6. Te odio (4:26)
7. Hombres (3:58)
8. Morir de amor (4:22)
9. Júrame (3:59)
10. Toco la luz (4:15)
11. Tú [Radio MixChacho Argueta] (4:45) (*)
12. Candela [Tropical Beats] (4:26) (*)

(*) Pistas adiciones publicada en la segunda edición.

## Sencillos
- Tú (Videoclip) (1999)
- Toco la luz (Videoclip) (1999)
- Morir de amor
- Te amo (1999)
- Te odio (2000)
- Candela (Videoclip) (1999)
- Hombres
- Demasiado Amor

## Certificaciones
| Territorio (Organismo certificador) | Certificación | Ventas Certificadas |
| ----------------------------------- | ------------- | ------------------- |
| Estados Unidos (RIAA)               | Disco de Oro  | 500.000             |
| México (AMPROFON)                   | Disco de Oro  | 75.000              |